# ژوئیه ۲۰۱۱
ژوئیه ۲۰۱۱، یکی از ماه‌های ۲۰۱۱ (میلادی) است.
آغاز آن، روز جمعه برابر با ۱۰ تیر ۱۳۹۰ خورشیدی.

## رویدادها
- درگاه: وقایع کنونی/وقایع ۱ ژوئیه ۲۰۱۱
- درگاه: وقایع کنونی/وقایع ۲ ژوئیه ۲۰۱۱
- درگاه: وقایع کنونی/وقایع ۳ ژوئیه ۲۰۱۱
- درگاه: وقایع کنونی/وقایع ۴ ژوئیه ۲۰۱۱
- درگاه: وقایع کنونی/وقایع ۵ ژوئیه ۲۰۱۱
- درگاه: وقایع کنونی/وقایع ۶ ژوئیه ۲۰۱۱
- درگاه: وقایع کنونی/وقایع ۷ ژوئیه ۲۰۱۱
- درگاه: وقایع کنونی/وقایع ۸ ژوئیه ۲۰۱۱
- درگاه: وقایع کنونی/وقایع ۹ ژوئیه ۲۰۱۱
- درگاه: وقایع کنونی/وقایع ۱۰ ژوئیه ۲۰۱۱
- درگاه: وقایع کنونی/وقایع ۱۱ ژوئیه ۲۰۱۱
- درگاه: وقایع کنونی/وقایع ۱۲ ژوئیه ۲۰۱۱
- درگاه: وقایع کنونی/وقایع ۱۳ ژوئیه ۲۰۱۱
- درگاه: وقایع کنونی/وقایع ۱۴ ژوئیه ۲۰۱۱
- درگاه: وقایع کنونی/وقایع ۱۵ ژوئیه ۲۰۱۱
- درگاه: وقایع کنونی/وقایع ۱۶ ژوئیه ۲۰۱۱
- درگاه: وقایع کنونی/وقایع ۱۷ ژوئیه ۲۰۱۱
- درگاه: وقایع کنونی/وقایع ۱۸ ژوئیه ۲۰۱۱
- درگاه: وقایع کنونی/وقایع  ۱۹ ژوئیه ۲۰۱۱
- درگاه: وقایع کنونی/وقایع ۲۱ ژوئیه ۲۰۱۱
- درگاه: وقایع کنونی/وقایع ۲۲ ژوئیه ۲۰۱۱
- درگاه: وقایع کنونی/وقایع ۲۵ ژوئیه ۲۰۱۱
- درگاه: وقایع کنونی/وقایع ۲۶ ژوئیه ۲۰۱۱
- درگاه: وقایع کنونی/وقایع ۲۷ ژوئیه ۲۰۱۱
- درگاه: وقایع کنونی/وقایع ۲۹ ژوئیه ۲۰۱۱
- درگاه: وقایع کنونی/وقایع ۳۰ ژوئیه ۲۰۱۱
- درگاه: وقایع کنونی/وقایع ۳۱ ژوئیه ۲۰۱۱